# Voalavo gymnocaudus
Voalavo gymnocaudus é uma espécie de roedor da família Nesomyidae.
É endêmica do norte de Madagascar.

## Descrição e ecologia
O Voalavo gymnocaudus foi encontrado apenas em dois maciços das montanhas e planaltos do Norte [en], Anjanaharibe-Sud [en] e Marojejy [en], mas pode ter uma distribuição mais ampla. Em Anjanaharibe-Sud, a espécie foi encontrada em florestas montanhosas úmidas a 1.950 m, onde ocorreu com os roedores indígenas Eliurus majori e Nesomys rufus, bem como a espécie introduzida, Rato-preto (Rattus rattus), e em florestas mais secas a cerca de 1.300 m, onde pode viver ao lado de outras espécies de Eliurus e Voalavoanala. Os registros de Marojejy provêm de habitats semelhantes a 1.250 a 1.875 m acima do nível do mar. O V. gymnocaudus provavelmente vive principalmente no solo, mas é capaz de escalar a vegetação. Gosta de áreas com redes densas de raízes, entre as quais se move usando passarelas e túneis naturais. A espécie é noturna (ativa durante a noite), solitária, provavelmente se alimenta de frutas e sementes e tem até três filhotes por ninhada. Uma variedade de artrópodes parasitas foi registrada no V. gymnocaudus: ácaros das famílias Laelapidae [en] e Trombiculidae (tanto em Marojejy como em Anjanaharibe-Sud), o ácaro demodécido [en] Demodex (apenas em Marojejy), o ácaro atopomelídeo Listrophoroides (tanto em Marojejy como em Anjanaharibe-Sud) e piolhos sugadores não identificados (apenas em Anjanaharibe-Sud). Em 2007, um ácaro laelapídeo encontrado em V. gymnocaudus em Anjanaharibe-Sud foi descrito como uma nova espécie, Andreacarus voalavo. O parasita apicomplexo Eimeria também foi registrado em Anjanaharibe-Sud.